# Knot
Knot è un singolo della musicista venezuelana Arca, pubblicato il 29 luglio 2020 come primo estratto dal primo mixtape &&&&&.

## Antefatti e pubblicazione
Il 28 luglio 2020 l'artista venezuelana ha annunciato sui suoi social media che il suo mixtape di debutto, &&&&&, sarebbe stato nuovamente rilasciato e pubblicato il 18 settembre su tutte le piattaforme di streaming, insieme all'uscita del primo singolo Knot.

## Tracce
Musiche di Alejandra Ghersi.
1. Knot – 2:13